# الرؤوف (أسماء الله الحسنى)

## ذكره فيالقرآن
ذكر الله تبارك وتعالى تسمية نفسه بالرؤوف كثيرا في كتابه القرآن الكريم منها قوله تعالى:
- في سورة التوبة قال الله تعالى : ﴿لَقَدْ تَابَ اللَّهُ عَلَى النَّبِيِّ وَالْمُهَاجِرِينَ وَالْأَنْصَارِ الَّذِينَ اتَّبَعُوهُ فِي سَاعَةِ الْعُسْرَةِ مِنْ بَعْدِ مَا كَادَ يَزِيغُ قُلُوبُ فَرِيقٍ مِنْهُمْ ثُمَّ تَابَ عَلَيْهِمْ إِنَّهُ بِهِمْ رَءُوفٌ رَحِيمٌ ۝١١٧﴾ [التوبة:117]
- في سورة النحل قال الله تعالى : ﴿أَوْ يَأْخُذَهُمْ عَلَى تَخَوُّفٍ فَإِنَّ رَبَّكُمْ لَرَءُوفٌ رَحِيمٌ ۝٤٧﴾ [النحل:47]
- في سورة النور قال الله تعالى : ﴿وَلَوْلَا فَضْلُ اللَّهِ عَلَيْكُمْ وَرَحْمَتُهُ وَأَنَّ اللَّهَ رَءُوفٌ رَحِيمٌ ۝٢٠﴾ [النور:20]

## معنى كلمة رؤوف
كلمة الرؤوف تأتي بمعنى الرحمة ولكن بشكل أخص فليس كل رحيم يكون رؤوف وليس كل رحمة تكون رأفة ولكن كل رأفة هي رحمة وكل رؤوف هو رحيم.
و قد ذكر ربنا سبحانه وتعالى (رؤوف رحيم) مجتمعة الرأفة ثم الرحمة في تسعة مواضع من كتابه الكريم القرآن الكريم:
1. قال الله تعالى : ﴿وَكَذَلِكَ جَعَلْنَاكُمْ أُمَّةً وَسَطًا لِتَكُونُوا شُهَدَاءَ عَلَى النَّاسِ وَيَكُونَ الرَّسُولُ عَلَيْكُمْ شَهِيدًا وَمَا جَعَلْنَا الْقِبْلَةَ الَّتِي كُنْتَ عَلَيْهَا إِلَّا لِنَعْلَمَ مَنْ يَتَّبِعُ الرَّسُولَ مِمَّنْ يَنْقَلِبُ عَلَى عَقِبَيْهِ وَإِنْ كَانَتْ لَكَبِيرَةً إِلَّا عَلَى الَّذِينَ هَدَى اللَّهُ وَمَا كَانَ اللَّهُ لِيُضِيعَ إِيمَانَكُمْ إِنَّ اللَّهَ بِالنَّاسِ لَرَءُوفٌ رَحِيمٌ ۝١٤٣﴾(سورة البقرة)
2. وقال الله تعالى : ﴿لَقَدْ تَابَ اللَّهُ عَلَى النَّبِيِّ وَالْمُهَاجِرِينَ وَالْأَنْصَارِ الَّذِينَ اتَّبَعُوهُ فِي سَاعَةِ الْعُسْرَةِ مِنْ بَعْدِ مَا كَادَ يَزِيغُ قُلُوبُ فَرِيقٍ مِنْهُمْ ثُمَّ تَابَ عَلَيْهِمْ إِنَّهُ بِهِمْ رَءُوفٌ رَحِيمٌ ۝١١٧﴾(سورة التوبة)
3. وقال الله تعالى : ﴿لَقَدْ جَاءَكُمْ رَسُولٌ مِنْ أَنْفُسِكُمْ عَزِيزٌ عَلَيْهِ مَا عَنِتُّمْ حَرِيصٌ عَلَيْكُمْ بِالْمُؤْمِنِينَ رَءُوفٌ رَحِيمٌ ۝١٢٨﴾ (سورة التوبة)
4. وقال الله تعالى : ﴿وَتَحْمِلُ أَثْقَالَكُمْ إِلَى بَلَدٍ لَمْ تَكُونُوا بَالِغِيهِ إِلَّا بِشِقِّ الْأَنْفُسِ إِنَّ رَبَّكُمْ لَرَءُوفٌ رَحِيمٌ ۝٧﴾ (سورة النحل)
5. وقال الله تعالى : ﴿أَوْ يَأْخُذَهُمْ عَلَى تَخَوُّفٍ فَإِنَّ رَبَّكُمْ لَرَءُوفٌ رَحِيمٌ ۝٤٧﴾(سورة النحل)
6. وقال الله تعالى : ﴿أَلَمْ تَرَ أَنَّ اللَّهَ سَخَّرَ لَكُمْ مَا فِي الْأَرْضِ وَالْفُلْكَ تَجْرِي فِي الْبَحْرِ بِأَمْرِهِ وَيُمْسِكُ السَّمَاءَ أَنْ تَقَعَ عَلَى الْأَرْضِ إِلَّا بِإِذْنِهِ إِنَّ اللَّهَ بِالنَّاسِ لَرَءُوفٌ رَحِيمٌ ۝٦٥﴾(سورة الحج)
7. وقال الله تعالى : ﴿وَلَوْلَا فَضْلُ اللَّهِ عَلَيْكُمْ وَرَحْمَتُهُ وَأَنَّ اللَّهَ رَءُوفٌ رَحِيمٌ ۝٢٠﴾(سورة النور)
8. وقال الله تعالى : ﴿هُوَ الَّذِي يُنَزِّلُ عَلَى عَبْدِهِ آيَاتٍ بَيِّنَاتٍ لِيُخْرِجَكُمْ مِنَ الظُّلُمَاتِ إِلَى النُّورِ وَإِنَّ اللَّهَ بِكُمْ لَرَءُوفٌ رَحِيمٌ ۝٩﴾ (سورة الحديد)
9. وقال الله تعالى : ﴿وَالَّذِينَ جَاءُوا مِنْ بَعْدِهِمْ يَقُولُونَ رَبَّنَا اغْفِرْ لَنَا وَلِإِخْوَانِنَا الَّذِينَ سَبَقُونَا بِالْإِيمَانِ وَلَا تَجْعَلْ فِي قُلُوبِنَا غِلًّا لِلَّذِينَ آمَنُوا رَبَّنَا إِنَّكَ رَءُوفٌ رَحِيمٌ ۝١٠﴾ (سورة الحشر)

## الفرق بين الرأفة والرحمة
- الرحمة كلمة عامة شاملة كل رحمة آجلة أو عاجلة في أول الأمر أو في آخره في ظاهر الحال أو في باطنه العبرة فيها بالنهاية حيث تكون حسنة كلها.
- بينما الرأفة هي أخصّ من الرحمة وتكون خير وحسن في جميع أحوالها في أول أمرها وآخره وفي ظاهره وباطنه العبرة فيها بالبداية والنهاية يجب أن تكون كلها حسنة.

لتوضيح الفرق من كتاب الله عز وجل في تنفيذ حد الجلد للزاني:
يقول الله تعالى : ﴿الزَّانِيَةُ وَالزَّانِي فَاجْلِدُوا كُلَّ وَاحِدٍ مِنْهُمَا مِائَةَ جَلْدَةٍ وَلَا تَأْخُذْكُمْ بِهِمَا رَأْفَةٌ فِي دِينِ اللَّهِ إِنْ كُنْتُمْ تُؤْمِنُونَ بِاللَّهِ وَالْيَوْمِ الْآخِرِ وَلْيَشْهَدْ عَذَابَهُمَا طَائِفَةٌ مِنَ الْمُؤْمِنِينَ ۝٢﴾(سورة النور)
قال الله تعالى وَلا تَأْخُذْكُمْ بِهِمَا رَأْفَةٌ ولم يقل لا تأخذكم بهما رحمة ، لماذا؟
لأن الرحمة حاصلة فعلاً فإن الجلد تطهير للزاني وقد ينتهي بها في نهاية الأمر إلى جنات النعيم فرغم أنه في ظاهره عذاب فإنه في باطنه رحمة.
و لكن نهى الله تعالى عن الرأفة فإن الرأفة خير في أولها وأخرها ولو حصلت الرأفة لا يمكن تنفيذ حد الجلد.
قال الله تعالى : ﴿وَهُوَ الَّذِي أَرْسَلَ الرِّيَاحَ بُشْرًا بَيْنَ يَدَيْ رَحْمَتِهِ وَأَنْزَلْنَا مِنَ السَّمَاءِ مَاءً طَهُورًا ۝٤٨﴾ (سورة الفرقان)
- الرحمة تكون للمؤمن والكافر والبر والفاجر ومن رحمة الله إرسال الرياح والأمطار وهي رحمة يشترك فيها الإنسان مؤمناً وكافراً والحيوان والأشجار وكثير من مخلوقات الله تعالى

بينما الرأفة تكون فقط للمؤمنين:
قال الله تعالى : ﴿وَمِنَ النَّاسِ مَنْ يَشْرِي نَفْسَهُ ابْتِغَاءَ مَرْضَاةِ اللَّهِ وَاللَّهُ رَءُوفٌ بِالْعِبَادِ ۝٢٠٧﴾(سورة البقرة)
قال الله تعالى : ﴿يَوْمَ تَجِدُ كُلُّ نَفْسٍ مَا عَمِلَتْ مِنْ خَيْرٍ مُحْضَرًا وَمَا عَمِلَتْ مِنْ سُوءٍ تَوَدُّ لَوْ أَنَّ بَيْنَهَا وَبَيْنَهُ أَمَدًا بَعِيدًا وَيُحَذِّرُكُمُ اللَّهُ نَفْسَهُ وَاللَّهُ رَءُوفٌ بِالْعِبَادِ ۝٣٠﴾ (سورة آل عمران)

## تسمية غيراللهباسم الرؤوف
يمكن تسمية غير الله باسم الرؤوف كما أن الله تعالى قد سمى رسوله الكريم بهذا الاسم العظيم في كتابه القرآن الكريم.
قال الله تعالى : ﴿لَقَدْ جَاءَكُمْ رَسُولٌ مِنْ أَنْفُسِكُمْ عَزِيزٌ عَلَيْهِ مَا عَنِتُّمْ حَرِيصٌ عَلَيْكُمْ بِالْمُؤْمِنِينَ رَءُوفٌ رَحِيمٌ ۝١٢٨﴾ [التوبة:128]

## الفرق بين رأفة الرسول صلىاللهعليه وسلم وبين رأفةاللهتعالى
رأفة الله تعالى بعبادة شاملة تشمل رأفة الرسول صلى الله عليه وسلم من هذا قصة الثلاثة الذين تخلفوا عن جيش العسرة بدون سبب :
قال الله تعالى : ﴿لَقَدْ تَابَ اللَّهُ عَلَى النَّبِيِّ وَالْمُهَاجِرِينَ وَالْأَنْصَارِ الَّذِينَ اتَّبَعُوهُ فِي سَاعَةِ الْعُسْرَةِ مِنْ بَعْدِ مَا كَادَ يَزِيغُ قُلُوبُ فَرِيقٍ مِنْهُمْ ثُمَّ تَابَ عَلَيْهِمْ إِنَّهُ بِهِمْ رَءُوفٌ رَحِيمٌ ۝١١٧ وَعَلَى الثَّلَاثَةِ الَّذِينَ خُلِّفُوا حَتَّى إِذَا ضَاقَتْ عَلَيْهِمُ الْأَرْضُ بِمَا رَحُبَتْ وَضَاقَتْ عَلَيْهِمْ أَنْفُسُهُمْ وَظَنُّوا أَنْ لَا مَلْجَأَ مِنَ اللَّهِ إِلَّا إِلَيْهِ ثُمَّ تَابَ عَلَيْهِمْ لِيَتُوبُوا إِنَّ اللَّهَ هُوَ التَّوَّابُ الرَّحِيمُ ۝١١٨﴾(سورة التوبة)
فمن رأفة الله تعالى بهم أنه هو الذي ثبتهم على الحق وأعطاهم الصبر ثم تاب عليهم وأعطاهم الأجر على ذلك فهذا من رأفته سبحانه وتعالى التي شملت رأفة الرسول.
ومن رأفة الله تعالى بالمؤمنين قوله تعالى : ﴿إِنَّ اللَّهَ اشْتَرَى مِنَ الْمُؤْمِنِينَ أَنْفُسَهُمْ وَأَمْوَالَهُمْ بِأَنَّ لَهُمُ الْجَنَّةَ يُقَاتِلُونَ فِي سَبِيلِ اللَّهِ فَيَقْتُلُونَ وَيُقْتَلُونَ وَعْدًا عَلَيْهِ حَقًّا فِي التَّوْرَاةِ وَالْإِنْجِيلِ وَالْقُرْآنِ وَمَنْ أَوْفَى بِعَهْدِهِ مِنَ اللَّهِ فَاسْتَبْشِرُوا بِبَيْعِكُمُ الَّذِي بَايَعْتُمْ بِهِ وَذَلِكَ هُوَ الْفَوْزُ الْعَظِيمُ ۝١١١﴾(سورة التوبة)
فإن الله تعالى يملك المؤمنين وأموالهم ويملك الجنة ومن رأفته بهم أنه سبحانه وتعالى يشتري ملكه بملكه كما في اسمه تعالى الملك.

## دلائل رأفةاللهبالعبد المؤمن
من دلائل رأفة الله بالعبد المؤمن هو التوفيق للعمل الصالح وطاعة الرب والهام الاستغفار والتوبة على الذنوب والتقصير في حق الله
فهي دليل على رأفة الله بهذا العبد المؤمن.

## متى يستحب الدعاء باسماللهالرؤوف ؟
كما علمنا بأن الرأفة خير كلها في الحال وفي المستقبل لذلك عند طلب الدعاء باسم الله الرؤوف يغلب على الظن بأن الداعي يجب أن يكون في كرب عظيم ويريد الخير والفرج عاجلاً من دون بلاء أو اختبار أو مصائب أو عذاب
بعكس الرحمة تكون أحيانا مقرونة بالبلاء أو المصائب أو العذاب ثم تنتهي بالخير والفرج والسعادة.

## تحقيق معنى العبودية في (رؤوف بالعباد)
تختص الرأفة بعباد الله المؤمنين فقط دون الكافرين لذلك فيجب أن تحقق معنى العبودية وهو :
1. محبة الله
2. الخوف منه
3. الرجاء فيما عنده

قال الله تعالى : ﴿وَمِنَ النَّاسِ مَنْ يَشْرِي نَفْسَهُ ابْتِغَاءَ مَرْضَاةِ اللَّهِ وَاللَّهُ رَءُوفٌ بِالْعِبَادِ ۝٢٠٧﴾ (سورة البقرة)
قال الله تعالى : ﴿يَوْمَ تَجِدُ كُلُّ نَفْسٍ مَا عَمِلَتْ مِنْ خَيْرٍ مُحْضَرًا وَمَا عَمِلَتْ مِنْ سُوءٍ تَوَدُّ لَوْ أَنَّ بَيْنَهَا وَبَيْنَهُ أَمَدًا بَعِيدًا وَيُحَذِّرُكُمُ اللَّهُ نَفْسَهُ وَاللَّهُ رَءُوفٌ بِالْعِبَادِ ۝٣٠﴾(سورة آل عمران)